# Гилмор, Дэвид
Дэ́вид Джон Ги́лмор (англ. David Jon Gilmour, род. 6 марта 1946, Кембридж, Великобритания) — британский композитор, гитарист, вокалист, один из лидеров группы Pink Floyd. Помимо работы в составе группы, Гилмор выступал в качестве рекорд-продюсера различных артистов и сделал успешную сольную карьеру. На протяжении всей своей музыкальной карьеры Гилмор активно участвует в деятельности многих благотворительных организаций. В 2003 году он был произведен в чин Командора ордена Британской империи за служение музыке и благотворительности, а также награждён премией «Выдающийся вклад» на церемонии Q Awards 2008.
В 2009 году британский журнал Classic Rock включил Гилмора в свой список величайших гитаристов мира. В том же году Дэвид получил диплом доктора искусств в Кембридже.
В 2003 году Гилмор занял 82-е место в рейтинге журнала Rolling Stone «100 величайших гитаристов всех времён по версии журнала Rolling Stone», в аналогичном списке 2011 года того же издания — 14-е место, а в списке 250 величайших гитаристов всех времён 2023 года по версии этого журнала — 28-е.

## Ранние годы
Гилмор родился в Кембридже, Англия. Его отец, Дуглас Гилмор, был старшим преподавателем зоологии в Кембриджском университете. Мать, Сильвия, работала учительницей и монтажёром. В фильме-концерте Live at Pompeii Дэвид в шутку назвал свою семью «нуворишами». Родители Гилмора, по его словам, были «образцовыми читателями Manchester Guardian», социалистами и избирателями Лейбористской партии; их левые политические симпатии унаследовал и сын.
Гилмор учился в Перс-скул на Хиллз Роуд в Кембридже. Там он познакомился с будущим гитаристом и вокалистом Pink Floyd Сидом Барреттом и бас-гитаристом и вокалистом Роджером Уотерсом, которые учились в Высшей школе для мальчиков Кембриджшира, также расположенной на Хиллз Роуд. Гилмор готовился к сдаче экзамена A-level (британского экзамена, после сдачи которого выдается сертификат, позволяющий поступить в университет) и вместе с Сидом учился играть на гитаре в обеденное время. Однако они не играли в одной группе. В 1964 году Гилмор играл в группе The Jokers Wild. В 1966 году он покинул The Jokers Wild и отправился с друзьями странствовать по Испании и Франции с уличными музыкальными выступлениями. Они не принесли успеха музыкантам, по сути, едва сводившим концы с концами. В июле 1992 года в интервью с Ником Хорном на радио BBC Гилмор рассказал, что для него все закончилось больницей, в которую он попал из-за истощения. В 1967 году они вернулись в Англию на грузовике, перевозившем топливо, который они украли со стройки во Франции.

## Pink Floyd

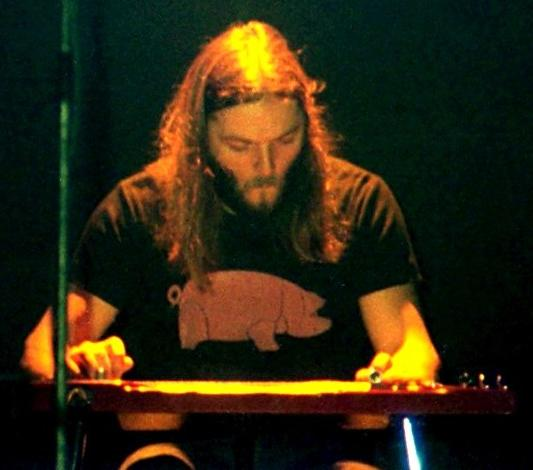
Гилмор на концерте во Франкфурте, Германия, 1977 год

В декабре 1967 года к Гилмору обратился ударник Ник Мейсон, который предложил ему играть в группе Pink Floyd. Он согласился, тем самым сделав Pink Floyd пятёркой. Он обычно исполнял гитарные партии Сида Барретта, когда лидер группы был не в состоянии принимать участие в живых выступлениях группы. Когда Сид Барретт «покинул» группу (однажды группа просто не заехала за Сидом по дороге на очередное выступление), Гилмор автоматически занял место ведущего гитариста группы и начал исполнять вместо Барретта вокальные партии с бас-гитаристом Роджером Уотерсом и клавишником Ричардом Райтом. Однако после следующего друг за другом успеха альбомов The Dark Side of the Moon и Wish You Were Here Уотерс завладел большим влиянием в группе, написав большую часть песен альбомов Animals и The Wall. Райт был уволен во время записи The Wall, а отношения между Гилмором и Уотерсом только ухудшались во время съёмок фильма The Wall и записи альбома группы The Final Cut в 1983 году.
После записи Animals Гилмор решил, что его музыкальный потенциал не используется в полную силу, и направил свои идеи в работу над сольным альбомом David Gilmour (1978), который демонстрирует его характерный гитарный стиль, а также подтверждает его статус талантливого автора музыки и текстов. Наброски трёх музыкальных тем, написанных на завершающей стадии работы над этим альбомом и не попавших в него, стали впоследствии знаменитыми композициями Pink Floyd «Comfortably Numb», «Run Like Hell» и «Signs of Life».
Негативная атмосфера, царящая во время создания альбома и фильма The Wall, усугубилась также и тем, что The Final Cut стал фактически сольным альбомом Роджера Уотерса. Это побудило Гилмора к созданию второго сольного альбома About Face (1984). Тем не менее билеты на концерты тура About Face продавались плохо; со схожей ситуацией столкнулся Уотерс во время тура в поддержку альбома The Pros and Cons of Hitch Hiking.

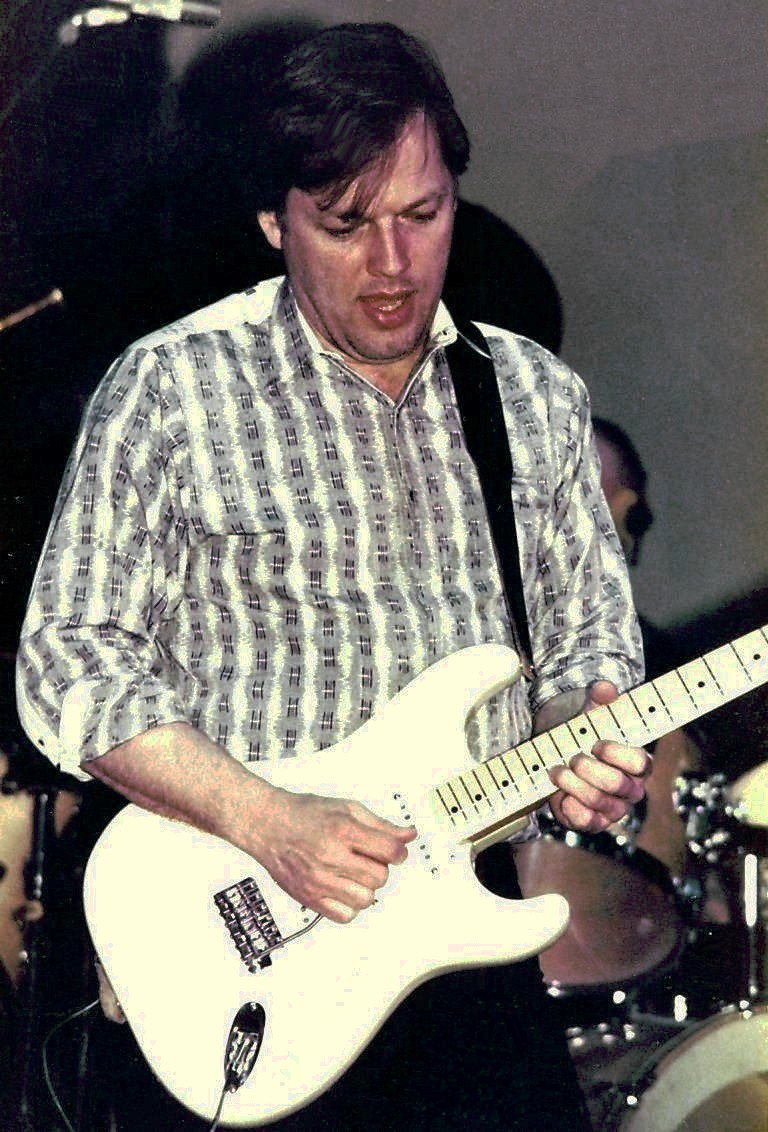
Гилмор в туре "About Face", 1984 год

В 1985 году Уотерс заявил, что группа Pink Floyd «исчерпала все свои творческие возможности». Однако в 1986 году Гилмор и ударник Ник Мейсон выпустили пресс-релиз, сообщающий об уходе Уотерса из группы и их намерении продолжить работу без него. Гилмор взял на себя руководство группой и в 1987 году выпустил альбом A Momentary Lapse of Reason с некоторым вкладом Мейсона и Райта. Райт официально вернулся в группу после выпуска альбома для длительного мирового турне, а также стал полновесным соавтором альбома The Division Bell (1994). Гилмор рассказывает:
В недавнем прошлом, до ухода Роджера, у меня были некоторые сложности с выбором направления развития группы. Мне казалось, что песни были очень многословными, потому что отдельные значения слов были очень важны, и что музыка стала просто инструментом для передачи текста, а не вдохновителем… Альбомы Dark Side of the Moon и Wish You Were Here были такими успешными не только из-за участия Роджера, но и из-за того, что в них лучше соблюдался баланс между музыкой и текстом, чем в последних альбомах. Этого баланса я и пытаюсь достичь в альбоме A Momentary Lapse of Reason; больше сконцентрироваться на музыке, восстановить равновесие.
В 1986 году Гилмор приобрел дом на воде «Астория», пришвартованный на реке Темза рядом с Хэмптон-Корт, и превратил его в звукозаписывающую студию. Большая часть композиций последних двух альбомов Pink Floyd, а также сольная пластинка Гилмора 2006 года On an Island, были записаны там.
В декабре 1999 года вместе с Полом Маккартни, Иэном Пейсом и Миком Грином дал концерт в Каверн-Клаб, сыграв хиты прошлых лет.
2 июля 2005 года Гилмор выступил в составе Pink Floyd — включая Роджера Уотерса — на концерте Live 8. Это выступление на время увеличило на 1343 % продажи альбома Echoes: The Best of Pink Floyd. Гилмор пожертвовал все вырученные средства благотворительным фондам, что отражало цели концерта Live 8, сказав:
Хотя главной целью концерта было повысить сознательность и оказать давление на лидеров «большой восьмерки», я не получу прибыли от этого концерта. Эти деньги должны быть потрачены на спасение жизней.
Чуть позже он призвал всех артистов, у которых увеличились продажи альбомов после выступления на концерте Live 8, пожертвовать эти доходы в фонд Live 8. После концерта Live 8 Pink Floyd было предложено 150 миллионов фунтов стерлингов за тур по США, но группа отклонила предложение.

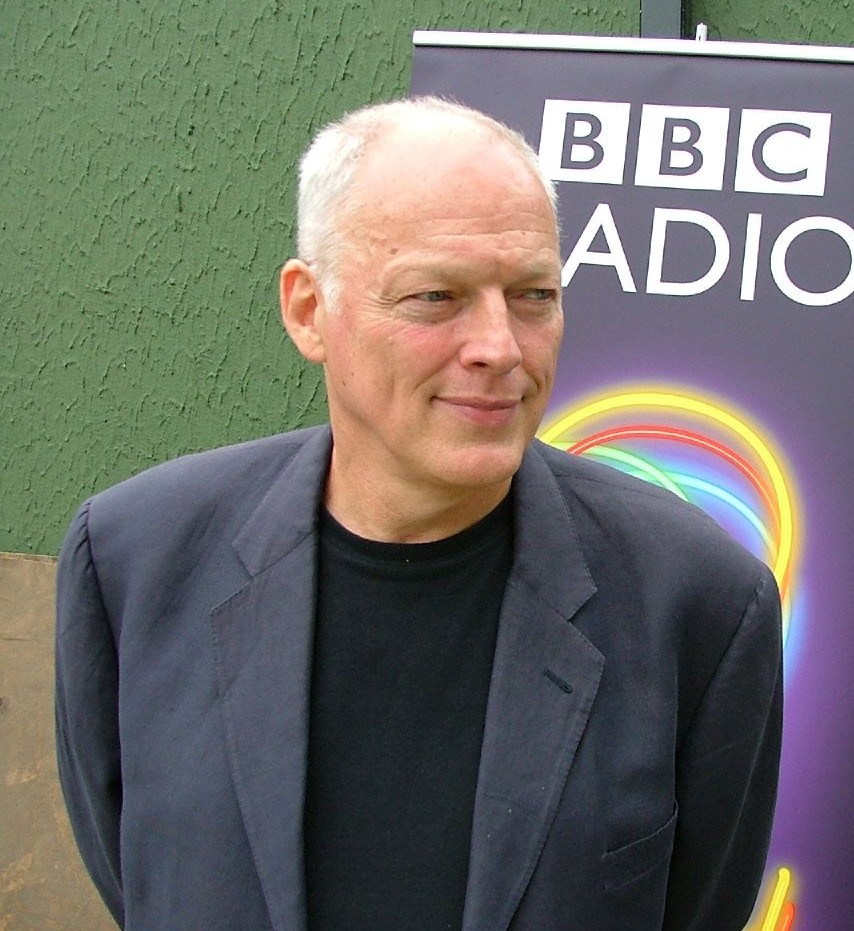
Гилмор на концерте Live 8 в 2005 году

3 февраля 2006 года он объявил в интервью итальянской газете La Repubblica, что Pink Floyd вряд ли когда-нибудь ещё будет гастролировать или писать материал вместе. Он сказал:
Я думаю, достаточно значит достаточно. Мне 60 лет. У меня больше нет желания работать так много. Pink Floyd стало важной частью моей жизни, это было замечательным временем, но все закончилось. Для меня гораздо легче работать одному.
Он сказал, что, дав согласие на выступление на Live 8, он не позволил истории группы закончиться на «фальшивой ноте».
Было несколько причин. Во-первых, поддержать дело. Во-вторых, сложные, высасывающие силы отношения между Роджером и мной, которые  тяготят мое сердце. Поэтому мы и захотели выступить и оставить все проблемы позади. В-третьих, я бы сожалел, если бы отказался.
20 февраля 2006 года в интервью Billboard.com Гилмор снова дал комментарии по поводу будущего Pink Floyd: «Кто знает? У меня нет этого в планах. Мои планы — это делать свои концерты и выпустить сольный альбом».
В декабре 2006 года Гилмор выпустил посвящение Сиду Барретту, который умер в июле того же года, в форме собственной версии первого сингла Pink Floyd Arnold Layne. На CD с синглом, записанным живьем в Лондонском королевском Альберт-Холле, также присутствовали версии песни в исполнении клавишника Pink Floyd (и участника группы Гилмора) Ричарда Райта и специально приглашенного артиста Дэвида Боуи. Сингл вошёл в чарт Великобритании, заняв 19 строчку, и оставался на этой позиции 4 недели.
Со времени появления группы на Live 8 в 2005 году Гилмор неоднократно говорил, что воссоединения Pink Floyd не будет. Со смертью клавишника группы Ричарда Райта в сентябре 2008 года очередное воссоединение основного состава группы стало невозможным. Гилмор сказал о Райте:
В море доводов о том, кем или чем являлся Pink Floyd, огромный вклад Рика часто оставался незамеченным. Он всегда был кротким, непритязательным и закрытым, но его проникновенные голос и игра были крайне необходимыми, магическими элементами так узнаваемого звучания Pink Floyd. Как и Рику, мне сложно выражать мои чувства словами, но я любил его и буду очень по нему скучать. Я никогда не играл с кем-либо подобным.
11 ноября 2009 года Гилмор, бросивший в юности колледж, получил звание почётного доктора искусств кембриджского университета Англия Раскин за достижения в области музыки.

## Стиль игры
Дэвид Гилмор отмечал влияние на свой стиль игры таких гитаристов как Пит Сигер,Чак Берри, Лед Белли, Джефф Бэк, Эрик Клэптон, Джордж Харрисон, Джими Хендрикс, Джони Митчелл, Джон Фэи, Рой Бьюкнен, Ричи Блэкмор и в особенности Хэнк Марвин из The Shadows Гилмор говорил: «Я копировал — не бойтесь копировать — и в конце концов появилось нечто, что я могу назвать своим».
По большей части, стиль Дэвида основан на блюзе (что неудивительно, так как его любимые гитаристы играли именно блюз) и психоделическом роке. А его отличительной чертой являются довольно медленные, продолжительные, но при этом выразительные бэнды.

## Личная жизнь
Первая жена (1975—1990) — актриса, скульптор и модель Вирджиния «Джинджер» Хасенбейн (род. 1949, Филадельфия, США). Четверо детей:
- Алиса (род. 1976)
- Клэр (род. 1979)
- Сара (род. 1983)
- Мэтью (род. 1986)

Вторая жена (с 1994) — писательница, поэтесса и журналистка Полли Сэмсон (род. 1962, Лондон). Четверо детей, один из которых приемный:
- Чарли (род. 1989, сын Полли Сэмсон и поэта и драматурга Хиткоута Уильямса, усыновлён Гилмором)
- Джо (род. 1995)
- Гэбриел (род. 1997)
- Романи (род. 2002)

## Увлечения
Болельщик лондонского футбольного клуба «Арсенал».

## Дискография

### Pink Floyd
- A Saucerful of Secrets — 29 июня 1968.
- More — 27 июля 1969.
- Ummagumma — 25 октября 1969.
- Atom Heart Mother — 10 октября 1970.
- Meddle — 30 октября 1971.
- Obscured by Clouds — 3 июня 1972.
- The Dark Side of the Moon — 17 марта 1973.
- Wish You Were Here — 15 сентября 1975.
- Animals — 23 января 1977.
- The Wall — 30 ноября 1979.
- The Final Cut — 21 марта 1983.
- A Momentary Lapse of Reason — 8 сентября 1987.
- Delicate Sound of Thunder — 22 ноября 1988.
- The Division Bell — 30 марта 1994.
- P•U•L•S•E — 29 мая 1995.
- The Endless River — 10 ноября 2014.

### Сольное творчество

#### Студийные альбомы
- David Gilmour — 25 мая 1978
- About Face — 27 марта 1984
- On an Island — 6 марта 2006
- Metallic Spheres (feat. The Orb) — 12 октября 2010
- Rattle That Lock[16] — 18 сентября 2015
- Luck and Strange — 6 сентября 2024

#### Концертные альбомы
- Live in Gdańsk — 22 сентября 2008
- David Gilmour: Live At Pompeii[англ.] (2СD) — 29 сентября 2017

#### Саундтреки
- Fractals: The Colors of Infinity, Документальный — 1994[17]

#### Синглы
- «There’s No Way Out of Here/Deafinitely», 1978
- «Blue Light», март, 1984
- «Love on the Air», май, 1984
- «On an Island», 6 март 2006
- «Smile/Island Jam», 13 июнь 2006
- «Rattle That Lock», 17 июль 2015
- «Yes, I Have Ghosts», 2 июля 2020 (с Романи Гилмор)

#### Видео
- David Gilmour Live 1984 (VHS) — сентябрь 1984
- David Gilmour in Concert (DVD) — октябрь 2002
- Remember That Night (DVD/BD) — сентябрь 2007
- Live in Gdańsk (DVD) — сентябрь 2008
- David Gilmour: Live At Pompeii[англ.] (DVD, Blu-ray) — 29 сентября 2017

## Сотрудничество с другими исполнителями
| Год  | Исполнитель                    | Альбом / Работа |
| ---- | ------------------------------ | --- |
| 1970 | Сид Барретт                    | The Madcap Laughs |
| 1970 | Сид Барретт                    | Barrett |
| 1970 | Рон Гисин и Роджер Уотерс      | «Give Birth to a Smile» в альбоме Music from The Body |
| 1974 | Unicorn                        | Blue Pine Trees |
| 1975 | Рой Харпер                     | «The Game» из альбома HQ |
| 1976 | Unicorn                        | Too Many Crooks |
| 1978 | Кейт Буш                       | Исполнительный продюсер двух треков в альбоме The Kick Inside |
| 1979 | Wings                          | Back to the Egg |
| 1980 | Рой Харпер                     | «Playing Games», «You (The Game Part II)», «Old Faces», «Short and Sweet» и «True Story» (в соавторстве Гилмора и Харпера) из альбома «The Unknown Soldier». Гилмор включён в состав музыкантов, участвовавших в записи альбома. |
| 1982 | Кейт Буш                       | «Pull Out The Pin» из альбома The Dreaming |
| 1983 | Atomic Rooster                 | Headline news |
| 1984 | Пол Маккартни                  | No More Lonely Nights из альбома Give My Regards to Broad Street |
| 1985 | Supertramp                     | Brother Where You Bound |
| 1985 | Брайан Ферри                   | «Is Your Love Strong Enough?» из альбома Legend |
| 1985 | Брайан Ферри                   | Boys and Girls |
| 1985 | Брайан Ферри                   | Live Aid (Played with Bryan Ferry’s band) |
| 1985 | Ник Мейсон and Рик Фенн        | «Lie for a Lie» из альбома Profiles (вокал) |
| 1985 | Пит Таунсенд                   | «Give Blood» и «White City Fighting» из альбома White City: A Novel «White City Fighting» (в соавторстве Гилмора и Таунсенда). Участие в концертах в составе группы Deep End.                                                    |
| 1985 | Arcadia                        | So Red the Rose |
| 1985 | The Dream Academy              | Сопродюсер альбома The Dream Academy |
| 1985 | Рой Харпер и Джимми Пейдж      | Whatever Happened to Jugula?,"Hope" credited to Harper/Gilmour. |
| 1986 | Berlin                         | Count Three & Pray |
| 1986 | Пит Таунсенд                   | lead guitar in Pete Townshend's Deep End Live! |
| 1987 | Далбелло                       | «Immaculate Eyes» in she |
| 1988 | Питер Сетера                   | «You Never Listen To Me» in One More Story |
| 1988 | Сэм Браун                      | Stop! Guitar on «This Feeling» and «I’ll Be in Love» |
| 1989 | Кейт Буш                       | «Love and Anger» and «Rocket’s Tail» in The Sensual World |
| 1989 | Пол Маккартни                  | «We Got Married» in Flowers in the Dirt |
| 1989 | Rock Aid Armenia               | Smoke on the Water in The Earthquake Album |
| 1989 | Уоррен Зивон                   | Transverse City |
| 1990 | Рой Харпер                     | «Once» in Once (w/Kate Bush on backing vocals) |
| 1990 | Propaganda                     | «Only one word» in 1234 |
| 1990 | Сэм Браун                      | April Moon, vocals on «Troubled Soul» |
| 1991 | All About Eve                  | «Are You Lonely» и «Wishing the Hours Away» in Touched by Jesus |
| 1992 | Элтон Джон                     | «Understanding Women», in The One |
| 1992 | Мика Пэрис                     | I Put a Spell on You on Later With Jools Holland |
| 1993 | Пол Роджерс                    | «Standing Around Crying» in Muddy Water Blues: A Tribute to Muddy Waters |
| 1996 | The Who                        | Quadrophenia (1996 Hyde Park concert) |
| 1997 | Би Би Кинг                     | «Cryin' Won’t Help You Babe» in Deuces Wild |
| 1999 | Пол Маккартни                  | Run Devil Run |
| 2001 | The Triumph of Love soundtrack | Plays guitar over several chamber orchestra pieces |
| 2003 | Ринго Старр                    | Ringo Rama |
| 2004 | Алан Парсонс                   | «Return to Tunguska» in A Valid Path |
| 2005 | Различные исполнители          | «Ever Fallen in Love (With Someone You Shouldn't've)» |
| 2010 | The Orb                        | Metallic Spheres |
| 2010 | Bryan Ferry                    | Olympia |